# ميرزا محمد خان سبهسالار
ميرزا محمد خان سبهسالار دولو قاجار (بالفارسية: میرزا محمدخان سپهسالار) (الوفاة 1867م الموافق فيه 17 صفر 1284هـ) معروف باسم «کشیکچي باشي» ولاحقًا بلقب «سپهسالار». كان وزير الحرب والصدر الأعظم لبلاد فارس في عهد ناصر الدين القاجاري.